# Schneckenbusch
Schneckenbusch là một xã trong vùng Grand Est, thuộc tỉnh Moselle, quận Sarrebourg, tổng Sarrebourg. Tọa độ địa lý của xã là 48° 42' vĩ độ bắc, 07° 04' kinh độ đông. Schneckenbusch nằm trên độ cao trung bình là 280 mét trên mực nước biển, có điểm thấp nhất là 259 mét và điểm cao nhất là 324 mét. Xã có diện tích 2,12 km², dân số vào thời điểm 1999 là 269 người; mật độ dân số là 126 người/km².

## Thông tin nhân khẩu
| 1789 | 1822 | 1962 | 1968 | 1975 | 1982 | 1990 | 1999 | 2006 |
| ---- | ---- | ---- | ---- | ---- | ---- | ---- | ---- | ---- |
| 144  | 450  | 232  | 242  | 264  | 252  | 278  | 269  | 290  |